# Championnat d'Argentine de football 1939
Navigation
Saison précédente Saison suivante
La saison 1939 du Championnat d'Argentine de football est la 9e édition professionnelle de la première division argentine. Le championnat rassemble les 18 meilleures équipes du pays au sein d'une poule unique, où chaque club rencontre tous ses adversaires deux fois. Le dernier du classement est relégué en fin de saison et remplacé par le premier du championnat de Segunda División.
C'est le club du Independiente, champion d'Argentine en titre, qui termine en tête du championnat et remporte le 4e titre de champion d'Argentine de son histoire.

## Les 18 clubs participants
| \| Buenos Aires La Plata Rosario \| Villes représentées lors de la saison 1939 |
| Buenos Aires La Plata Rosario                                                  |

- Boca Juniors
- San Lorenzo de Almagro
- Estudiantes (La Plata)
- River Plate
- Racing Club
- Independiente
- Chacarita Juniors
- Lanús
- Tigre
- Huracán
- Velez Sarsfield
- Ferro Carril Oeste
- Gimnasia y Esgrima (La Plata)
- Platense
- Atlanta
- Argentino de Quilmes - Promu de Segunda División
- Rosario Central - Affilié à l'AFA
- Newell's Old Boys (Rosario) - Affilié à l'AFA

## Compétition

### Classement
Le classement est établi en utilisant le barème suivant :
- Victoire : 2 points
- Match nul : 1 point
- Défaite, forfait ou abandon : 0 point

| Rang | Équipe                        | Pts | J  | G  | N | P  | Bp  | Bc  | Diff |
| ---- | ----------------------------- | --- | -- | -- | - | -- | --- | --- | ---- |
| 1    | Independiente T               | 56  | 34 | 27 | 2 | 5  | 103 | 37  | +66  |
| 2    | River Plate                   | 50  | 34 | 23 | 4 | 7  | 100 | 43  | +57  |
| 3    | Huracán                       | 50  | 34 | 23 | 4 | 7  | 97  | 56  | +41  |
| 4    | Newell's Old Boys (Rosario) P | 43  | 34 | 17 | 9 | 8  | 77  | 44  | +33  |
| 5    | San Lorenzo de Almagro        | 42  | 34 | 19 | 4 | 11 | 85  | 55  | +30  |
| 6    | Boca Juniors                  | 40  | 34 | 17 | 6 | 11 | 64  | 40  | +24  |
| 7    | Racing Club                   | 38  | 34 | 16 | 6 | 12 | 75  | 54  | +21  |
| 8    | Chacarita Juniors             | 34  | 34 | 14 | 6 | 14 | 61  | 54  | +7   |
| 9    | Estudiantes (La Plata)        | 34  | 34 | 14 | 6 | 14 | 71  | 65  | +6   |
| 10   | Vélez Sársfield               | 34  | 34 | 14 | 6 | 14 | 56  | 66  | -10  |
| 11   | Rosario Central P             | 33  | 34 | 14 | 5 | 15 | 59  | 68  | -9   |
| 12   | Lanus                         | 30  | 34 | 14 | 2 | 18 | 91  | 85  | +6   |
| 13   | Tigre                         | 30  | 34 | 13 | 4 | 17 | 56  | 79  | -23  |
| 14   | Platense                      | 29  | 34 | 11 | 7 | 16 | 65  | 72  | -7   |
| 15   | Gimnasia y Esgrima (La Plata) | 28  | 34 | 10 | 8 | 16 | 50  | 82  | -32  |
| 16   | Atlanta                       | 22  | 34 | 8  | 6 | 20 | 56  | 93  | -37  |
| 17   | Ferro Carril Oeste            | 15  | 34 | 4  | 7 | 23 | 52  | 112 | -60  |
| 18   | Argentino de Quilmes P        | 4   | 34 | 0  | 4 | 30 | 35  | 148 | -113 |

|  | Champion d'Argentine 1939                         |
|  | Relégation en Segunda División                    |
|  | T : Tenant du titre P : Promu de Segunda División |

## Bilan de la saison
| Tableau d'Honneur                   |               |
| Compétition                         | Vainqueur     |
| Championnat d'Argentine de football | Independiente |

| Promotions et relégations   |                      |
| Promu en Primera Division   | Banfield             |
| Relégué en Segunda Division | Argentino de Quilmes |